# Come All You Madmen
Come All You Madmen è il quarto album studio della band punk revival The Briggs.

## Tracce
1. Madmen – 2:31
2. This Is L.A. – 3:40
3. Bloody Minds – 4:06
4. What Was I Thinking? – 2:46
5. Charge Into The Sun – 3:14
6. Not Alone – 3:43
7. Ships of Fools – 2:58
8. This Ship Is Now Sinking – 3:31
9. Oblivion – 4:03
10. Until Someone Gets Hurt – 3:02
11. Final Words – 3:38
12. Molly – 4:30

## Formazione
- Joey LaRocca - voce
- Jason LaRocca - chitarra
- Ryan Roberts - basso
- Chris X - batteria